# Idaea favillata
Idaea favillata är en fjärilsart som beskrevs av Louis Beethoven Prout 1935. Idaea favillata ingår i släktet Idaea och familjen mätare. Inga underarter finns listade i Catalogue of Life.